# Max Bansbach
Max Bansbach (* 11. April 1898 in Eberbach; † 22. Februar 1997 in Stuttgart) war ein deutscher Wirtschaftsprüfer und Steuerberater. Er war langjähriger Vorsitzender des Gesamtvorstands und Verwaltungsratsvorsitzender des Instituts der Wirtschaftsprüfer (IDW) sowie Träger des Bundesverdienstkreuzes Erster Klasse.

## Leben
Bansbach immatrikulierte sich 1920 nach dem Besuch der Heidelberger Oberrealschule (jetzt: Helmholtz-Gymnasium) an der Handelshochschule Mannheim. Seit Sommersemester dieses Jahres war er Mitglied des dortigen Corps Rheno-Nicaria (1933–1935 Burschenschaft Hubertia-Rhenonicaria Heidelberg in der DB). Nach Abschluss seines Studiums in Mannheim als Dipl.-Kfm. promovierte er an der Universität Frankfurt/Main zum Dr. rer. pol.
Während einer mehrjährigen Tätigkeit bei einer Treuhandanstalt legte er 1932 das Wirtschaftsprüfer-Examen ab. Danach widmete er sich dem Aufbau einer eigenen Prüfungs- und Beratungspraxis in Stuttgart und gründete schließlich 1937 mit Arthur Schübel eine bald weit über Stuttgart hinaus bekannt gewordene Wirtschaftsprüfersozietät. Diese – 1967 in Wirtschaftsprüfergemeinschaft Dr. Bansbach, Dr. Schübel und Partner GmbH umbenannte –  Gesellschaft firmiert heute in Stuttgart als Bansbach GmbH, hat 24 Gesellschafter, beschäftigt 400 Mitarbeiter an zehn Standorten und ist international tätig.
Seit 1949 gehörte er dem Gesamtvorstand des Instituts der Wirtschaftsprüfer (IDW) in Düsseldorf an, wurde später auch dessen Vorsitzender und übernahm schließlich 1955 den Verwaltungsratsvorsitz des IDW. Seit 1961 war er auch Beiratsmitglied der Wirtschaftsprüferkammer (WPK) in Berlin. Ebenfalls seit 1949 war er Vorstandsmitglied des Bundesverbands der Freien Berufe (BFB) in Berlin.
Bansbach starb im Alter von 98 Jahren am 22. Februar 1997 in Stuttgart.

## Ehrungen
- 1963: Bundesverdienstkreuz Erster Klasse
- Ehrenmitglied des Instituts der Wirtschaftsprüfer (IDW), Düsseldorf
- Ehrenmitglied des Bundesverbandes der Freien Berufe (BFB), Berlin

## Schriften
- Steuerliche Behandlung einer Nachzahlung nach Art. 16 des Rückerstattungsgesetzes. Sonderveröffentlichung Der Betriebsberater. Heidelberg: Verlag Recht und Wirtschaft. 1949